# Prey (Vosges)
Prey is een gemeente in het Franse departement Vosges (regio Grand Est) en telt 91 inwoners (2009). De plaats maakt deel uit van het arrondissement Épinal.

## Geografie
De oppervlakte van Prey bedraagt 2,1 km², de bevolkingsdichtheid is dus 463,3 inwoners per km².
De onderstaande kaart toont de ligging van Prey (Vosges) met de belangrijkste infrastructuur en aangrenzende gemeenten.

## Demografie
Onderstaande figuur toont het verloop van het inwonertal (bron: INSEE-tellingen).